# Giuseppe Wulz

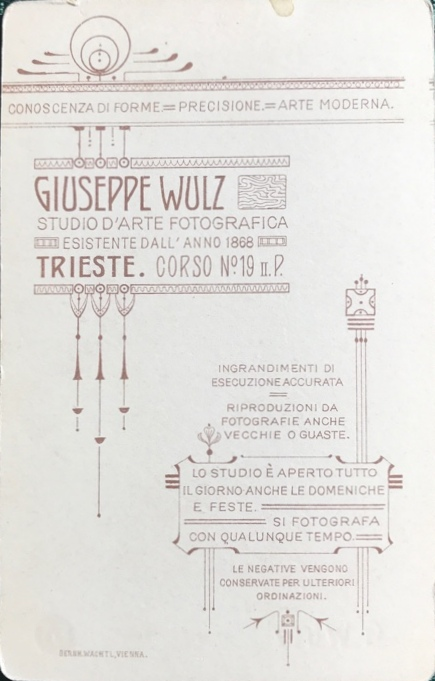
Rückseite von Photographien Wulz' mit seiner Atelieranschrift: Trieste, Corso 19, II. P

Giuseppe Wulz (* 18. März 1843, Cave del Predil; † 14. März 1918 in Triest) war ein italienischer Fotograf, der auf den Gebieten der Porträt- und Landschafts- sowie der Schiffsfotografie arbeitete.

## Beruflicher Werdegang

### Lehre bei Wilhelm Friedrich Engel
Wulz, der 1851 mit seiner verwitweten Mutter nach Triest gekommen war, begann 1860 bei dem aus Fulda stammenden Wilhelm Friedrich Engel (1824–1891) eine Lehre. Dieser hatte sich 1857 als erster Berufsfotograf in der Stadt etabliert und leitete auch das zur 3. Sektion des Österreichischen Lloyd gehörende Fotoatelier im Palazzo del Tergesteo (Tergesteum), dem ursprünglichen Sitz des Lloyd.

### Atelier „Allievi di Engel“

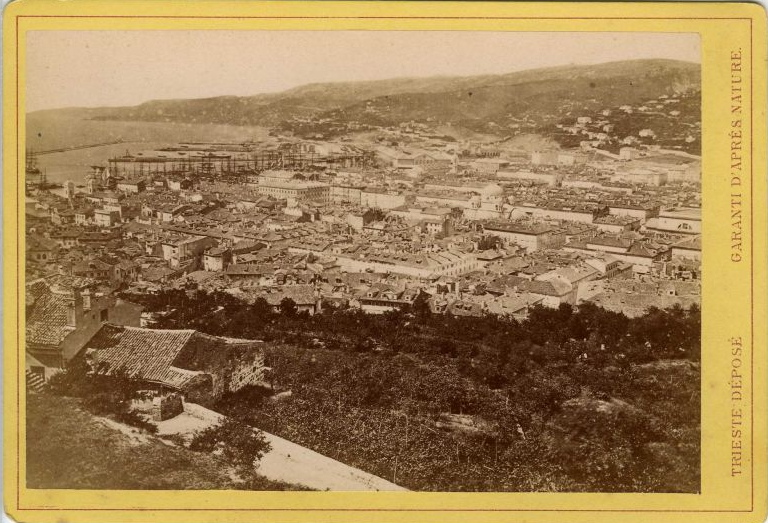
Wulz: Blick auf Triest (Postkarte)

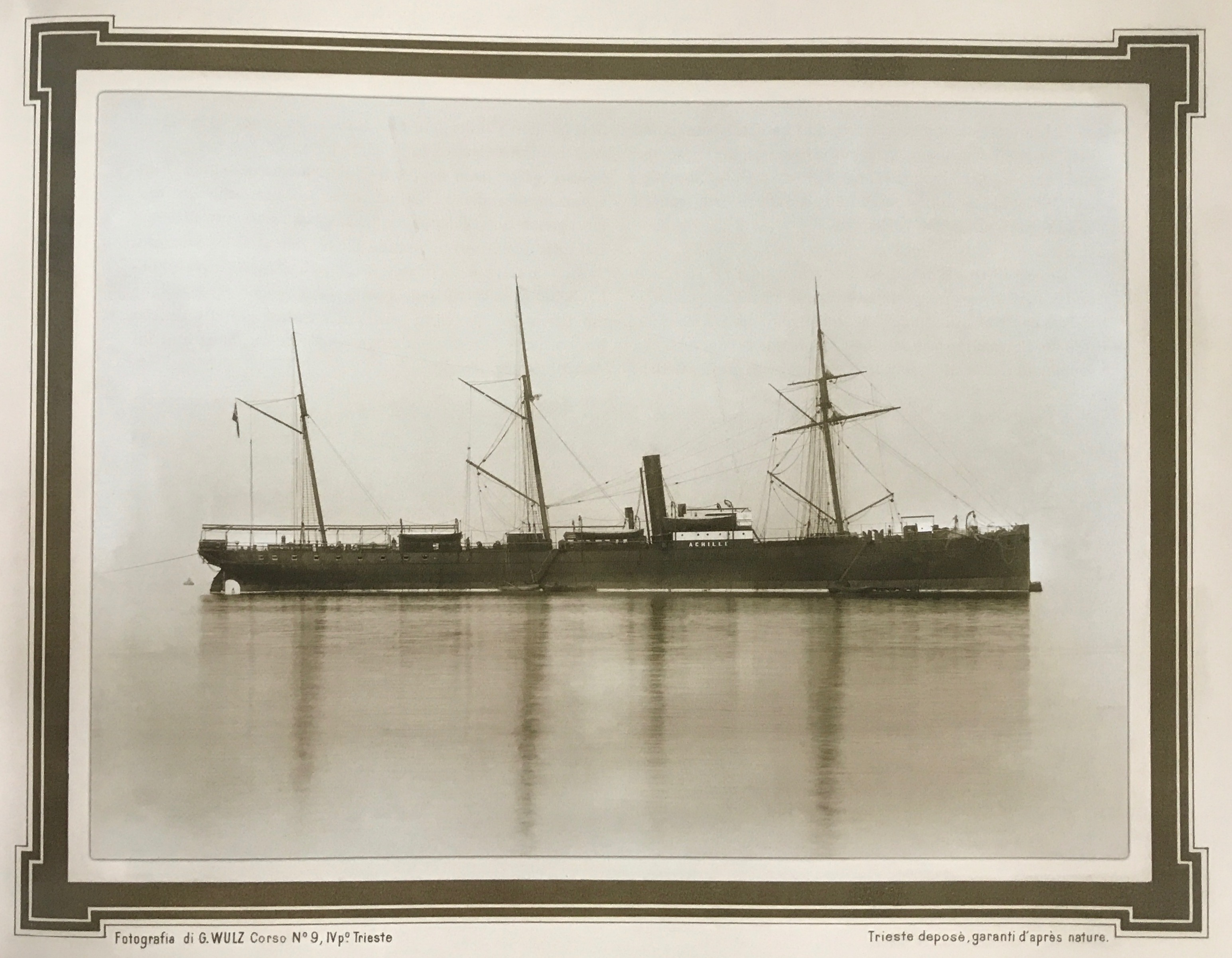
SS „Achille“ (1874–1913) um 1890 (Foto aus Gatscher-Riedl: „Flottenkatalog“, S. 71)

Nachdem Engel 1868 Triest verlassen hatte, übernahm Wulz zusammen mit Luigi Boccalini, ebenfalls ein Lehrling Engels’, sein Atelier auf der Pizza della Borsa, das unter dem Namen „Allievi di Engel“ fortgeführt wurde und vor allem Porträtaufnahmen ausführte. So hat er als Porträt- und Pressefotograf unter anderen Arturo Toscanini, Hans Richter, Richard Strauss und Johannes Brahms anlässlich ihrer Besuche bzw. Auftritte in Triest abgelichtet. 
Neben der Porträtfotografie widmete sich Wulz auch intensiv Landschaftsaufnahmen, und er dokumentierte fotofgrafisch die rasante Entwicklung Triests in der zweiten Hälfte des 19. Jahrhunderts mit mehreren Stadtansichten. Bei seinen Arbeiten experimentierte er mit neuen Drucktechniken; vom Kollodiumausdruck ging er zum Albumin über und ab 1880 zum Gelatineausdruck. Zwischen 1885 und 1890 führte Wulz einen größeren Auftrag für den Österreichischen Lloyd aus, indem er in der Bucht vor Muggia dessen Schiffsbestand auf 72 Großaufnahmen auf Fotoplatten ablichtete.

### Stabilmento fotografico Wulz
Nach der Trennung von Boccalini übersiedelte 1891 der „Stabilmento fotografico Wulz“ in den Palazzo Hierschl in der Via del Corso 19. Im Jahre 1912 brannte sein Atelier vollständig nieder, was zu einer starken psychischen Belastung Wulz' führte und er sein Unternehmen bald danach an seinen Sohn Carlo (1874–1928) übergeben hat. Dessen Töchter Marion († 1993) und Wanda, die dem Futurismus nahestand, führten das Atelier bis 1981 weiter und übergaben schließlich das fotografische Werk von Giuseppe Wulz an den 1985 gegründeten „Museo di storia della fotografia Fratelli Alinari“ in Florenz.

## Befreundete Künstler
Wulz war befreundet mit dem Maler Giuseppe Barison, verkehrte aber auch mit anderen Repräsentanten der Triestiner Kulturszene, wie Giuseppe Garzolini (1850–1938), Alfredo Tominz (1883–1926), Pietro Fragiacomo und Umberto Veruda.

## Grabstätte
Auf dem „Cimitero comunale Sant'Anna“ in der Via dell'Istria 206 befindet sich die von einem Obelisken geschmückte, gemeinsame Grabstätte aller vier Fotografen aus der Familie Wulz.